# سئول مترو لاین ۹
سئول مترو لاین ۹ (انگلیسی: Seoul Metro Line 9) شرکت ترابری ریلی کره‌ای است، که در سال ۲۰۰۴ تأسیس شد.